# Lucien Le Cam
Lucien Le Cam   (Cròsa, 18 de novembre de 1924 - Berkeley, 25 d'abril de 2000) va ser un matemàtic i estadístic francès que va treballar als Estats Units.

## Vida i obra
Fill d'uns pagesos bretons que s'havien traslladat al centre de França, Le Cam va tenir una formació poc convencional per culpa de la Segona Guerra Mundial: va intentar el seminari, però com que no li deixaven tenir llibres de química, el va abandonar; va passar pel lycée i la universitat de Clermont-Ferrand, estudiant matemàtiques, ja que ja no hi havia places per fer química; va intentar, sense èxit, entrar a l'École polytechnique i a l'École Normale Supérieure, i, finalment, es va matricular a la universitat de París en la qual va obtenir la llicenciatura en pocs mesos, a base d'exàmens continus, el 1945.
Els cinc anys següents va treballar a Électricité de France, però li permetien continuar assistint a classes i seminaris de la universitat, especialment al seminari d'estadística de Georges Darmois, en el qual va conèixer Jerzy Neyman, qui el va convidar a la universitat de Califòrnia a Berkeley, on va obtenir el doctorat el 1952 i on va desenvolupar tota la seva carrera acadèmica fins que es va retirar el 1991, passant a ser professor emèrit.
Le Cam va publicar més de vuitanta articles científics i uns quants llibres de text. Els seus importants treballs sobre mètodes asimptòtics, alguns de ells conjuntament amb Jaroslav Hájek, van tenir la seva culminació en el seu llibre Asymptotic Methods in Statistical Decision Theory, publicat el 1986, i del qual en va fer una versió més elemental el 1990 amb el títol de Asymptotics in Statistics: Some Basic Concepts.